# Voisin-Farman I
Die Voisin-Farman I ist ein Doppeldeckerflugzeug in Entenbauweise, das sich der damals bekannte Automobilist Henri Farman von den Brüdern Voisin auf der Basis ihrer Voisin Standard hatte bauen lassen.

## Konstruktion

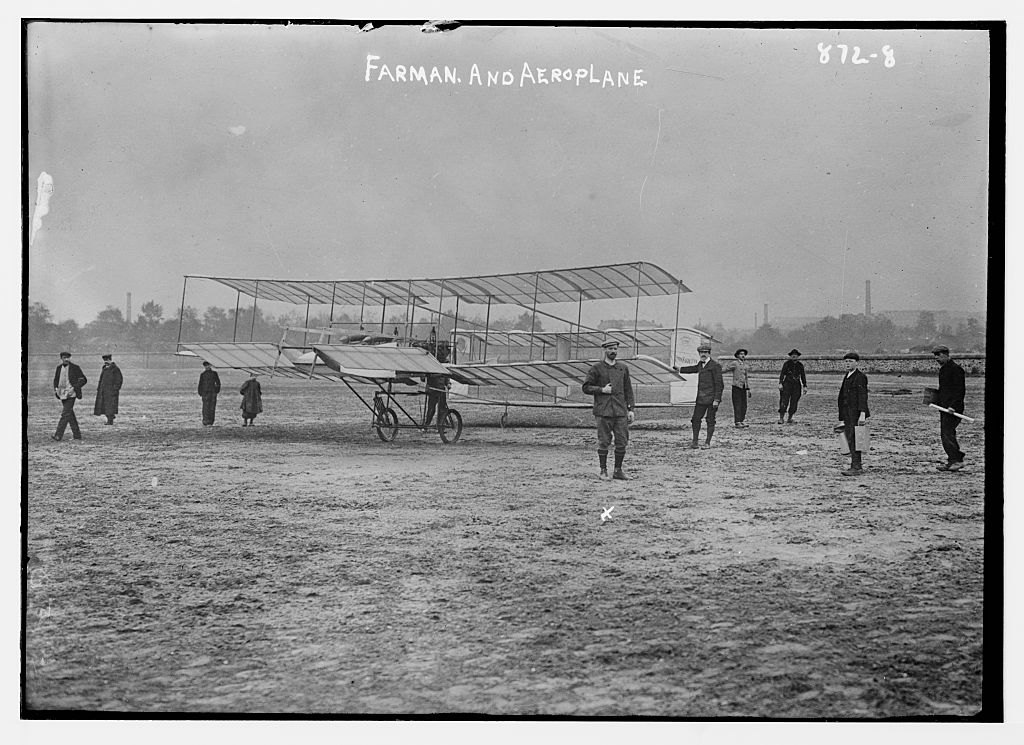
Farman-Voisin I 1907

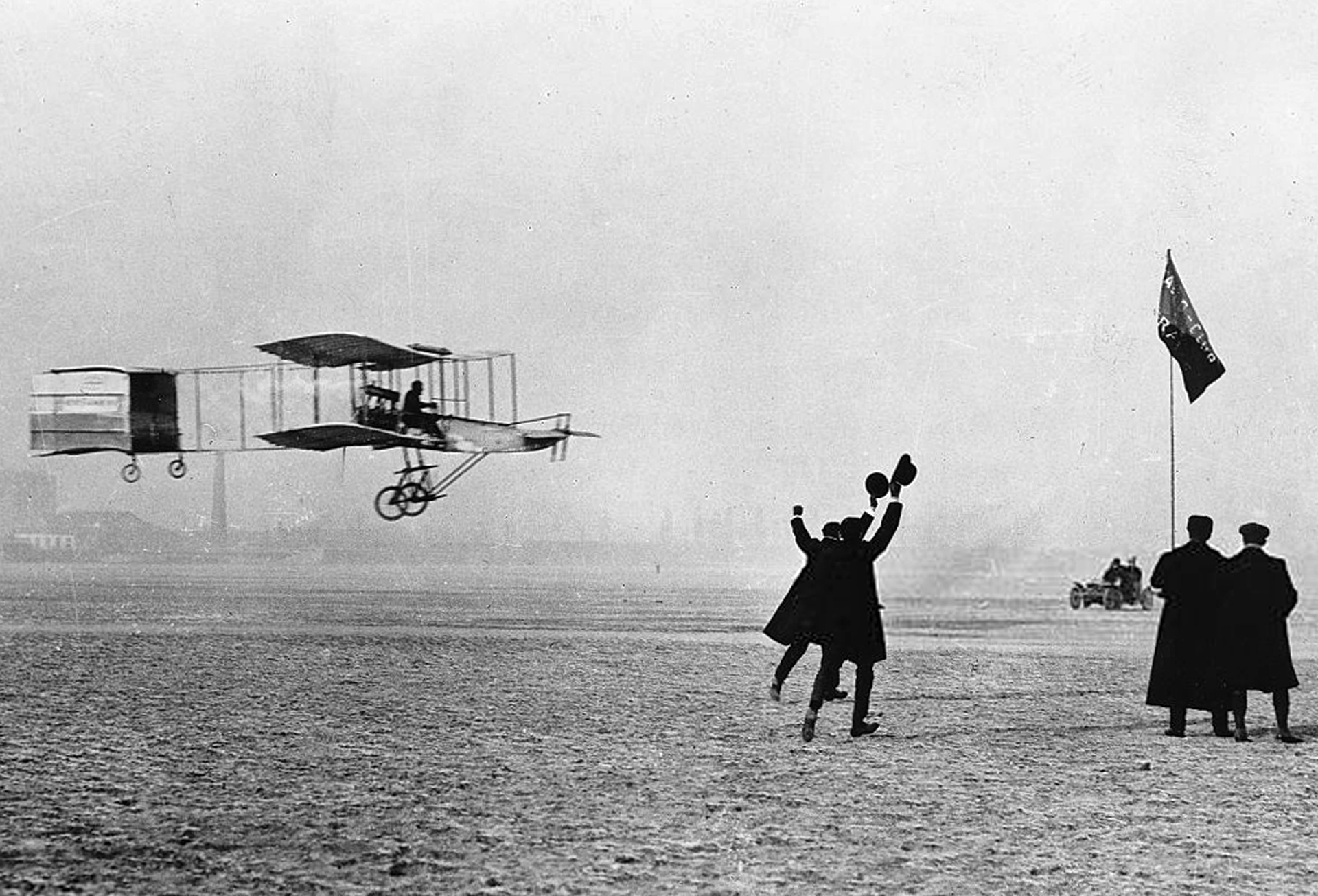
Henri Farman am 13. Januar 1908 auf dem Flugplatz Issy-les-Moulineaux mit seiner Voisin-Farman I beim Flug zum Grand Prix d’Aviation

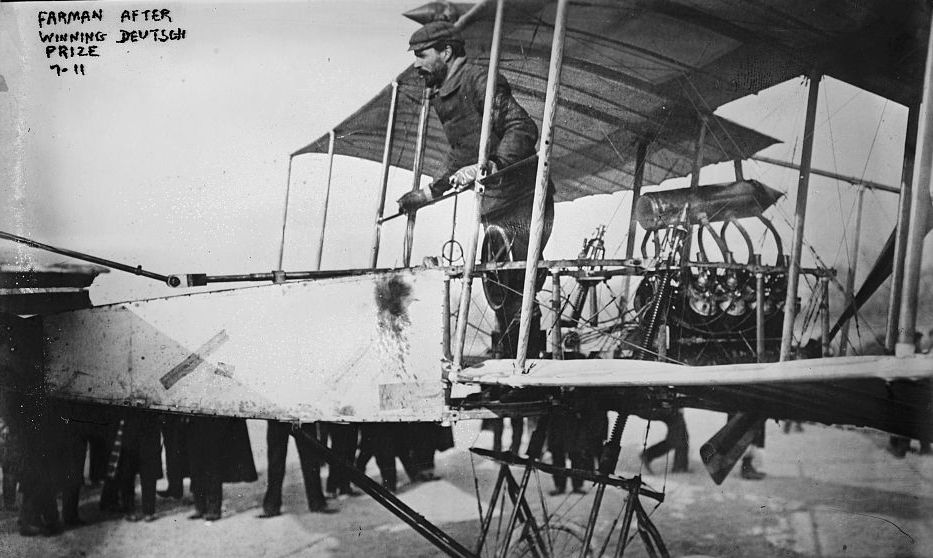
Henri Farman nach dem Gewinn des Deutschpreises am 13. Januar 1908

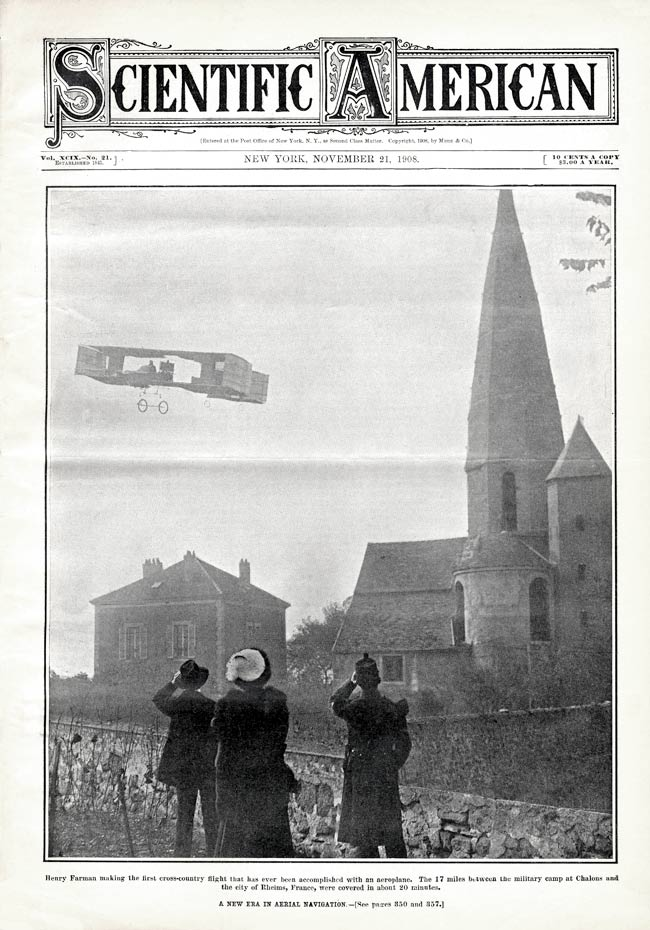
Farman am 30. Oktober 1908 beim ersten Überlandflug in Europa von Chalons nach Reims (27 Kilometer in 20 Minuten).

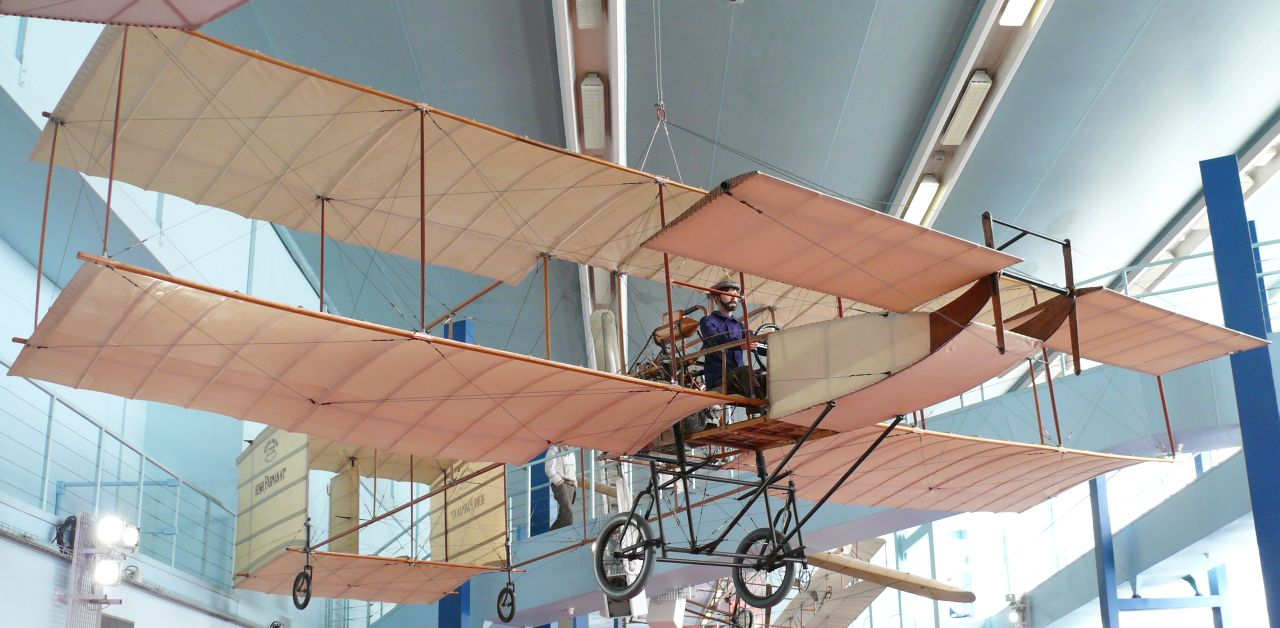
Ein Voisin-Farman 1bis, ausgestellt im Musée de l’Air et de l’Espace

Die Voisin Standard war weitgehend an dem Vorbild des Wright Flyer ausgerichtet. Wie bei diesem war der Motor hinter dem Flugzeugführer eingebaut, wirkte aber direkt auf nur eine Druckschraube. Das Höhenleitwerk war an zwei Auslegern ganz vorne angebracht, während die beiden Seitenruder hinten in einer Art Kasten saßen, der von zwei übereinander angeordneten, leicht gewölbten, aber unbeweglichen, tragenden Flächen gebildet wurde. Das Fahrwerk besaß zwei lenkbare und gefederte große Speichenräder vorne und zwei kleine unter dem Heckkasten. Ein Antoinette V8 Motor diente als Antrieb.
Henri Farman modifizierte den Voisin-Doppeldecker aufgrund seiner Erfahrungen beim Flugbetrieb stetig und erlangte so ein zunehmend leistungsfähigeres Fluggerät. So wurden etwa die Stabilisierungsflächen zwischen den Tragflügeln entfernt. Zeitweilig probierte Farman ein vergrößertes Seitenleitwerk aus. Im Oktober 1908 ersetzt er die bis dahin verwendete Flächenverwindung durch Querruder.

## Nutzung
Am 26. Oktober 1907 errang Farman mit dieser Maschine auf dem Flugfeld in Issy-les-Moulineaux den absoluten Geschwindigkeitsweltrekord für Landflugzeuge mit 52,7 km/h.
Am 13. Januar 1908 führte er ebenfalls auf dem Flugfeld in Issy-les-Moulineaux den ersten offiziell beobachteten Motorflug der Welt über eine geschlossene einen Kilometer lange Strecke durch. Damit gewann er den von Archdeacon und Deutsch gestifteten Grand Prix d’Aviation, der mit 50.000 Francs dotiert war. Später konnte die Strecke bis auf 24,125 km gesteigert werden.
Farmans Flug am 30. Oktober 1908 über 27 Kilometer in 20 Minuten von Chalons nach Reims wurde von Scientific American als erster europäischer Überlandflug gemeldet (s. Bild).
Die Brüder Voisin stellten das Flugzeug im Dezember 1908 auf dem Aero Salon in Paris aus.

## Verbleib
Später wurde es zunächst in einen Dreidecker umgebaut und 1909 an das Wiener Syndikat zur Veranstaltung von Schauflügen verkauft. Dort wurde es wieder in einen Zweidecker zurückgebaut. Flugversuche mit dieser so modifizierten Maschine blieben wiederholt erfolglos. Schließlich kam das Flugzeug ins Heeresgeschichtliche Museum.

## Technische Daten (1907)
- Länge: 11,40 m
- Spannweite: 10,00 m
- Flügelfläche: 49 m²
- Startmasse: 544 kg
- Triebwerk: ein Levasseur Antoinette V 8 mit 50 PS (37 kW)